# Adiramapattinam
Adiramapattinam é uma panchayat (vila) no distrito de Thanjavur , no estado indiano de Tamil Nadu.

## Demografia
Segundo o censo de 2001,  Adiramapattinam  tinha uma população de 27,697 habitantes. Os indivíduos do sexo masculino constituem 48% da população e os do sexo feminino 52%. Adiramapattinam tem uma taxa de literacia de 69%, superior à média nacional de 59.5%; com 53% para o sexo masculino e 47% para o sexo feminino. 13% da população está abaixo dos 6 anos de idade.